# عکاسی گلامور

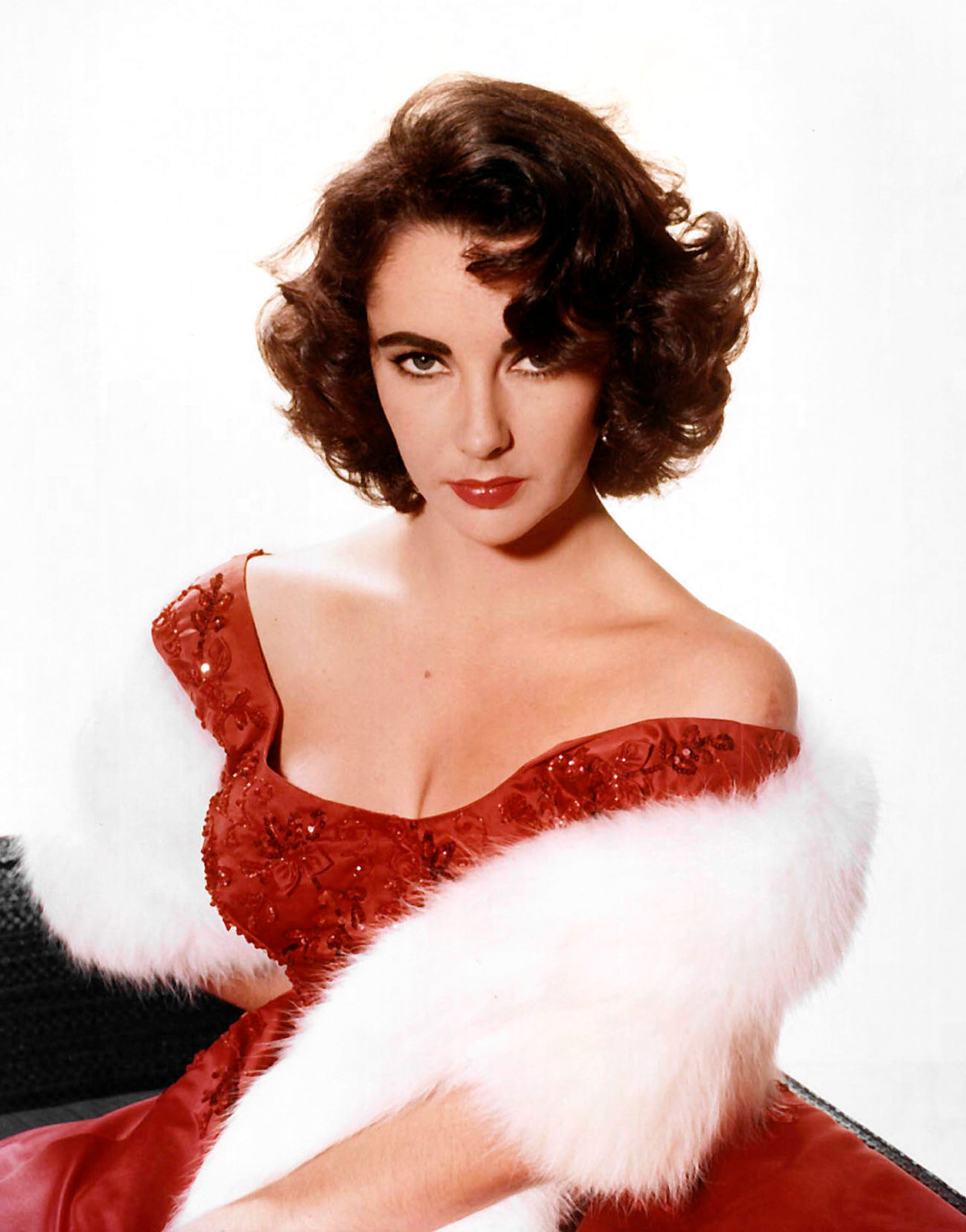
پرتره تبلیغاتی الیزابت تیلور c. ۱۹۵۵

عکاسی گلامور (به انگلیسی: Glamour photography) شاخه‌ای از عکاسی است که سوژهٔ آن در حالت رمانتیک و سکسی به تصویر کشیده می‌شود. سوژه ممکن است ملبس یا نیمه‌برهنه باشد. این نوع عکاسی معمولاً با قراردادن سوژه در یک ترکیب‌بندی و حالت ایستاده و بدون حرکت است؛ سوژه‌های گلامور اغلب مانکن‌های حرفه‌ای هستند و عکس‌ها عموماً مصرف تجاری و تبلیغاتی دارند که شامل تولید انبوه برای تقویم و پوستر و همچنین در مجله‌های بزرگسال همچون پلی‌بوی استفاده می‌شود. گاهی عکس‌ها فقط برای استفادهٔ خصوصی و شخصی در نظر گرفته می‌شوند.
عکاسان برای ایجاد تصاویر زیبا و پُر زرق‌وبرق، از ترکیبی از لوازم آرایشی، نورپردازی و قلم بادی استفاده می‌کنند.

## نگارخانه

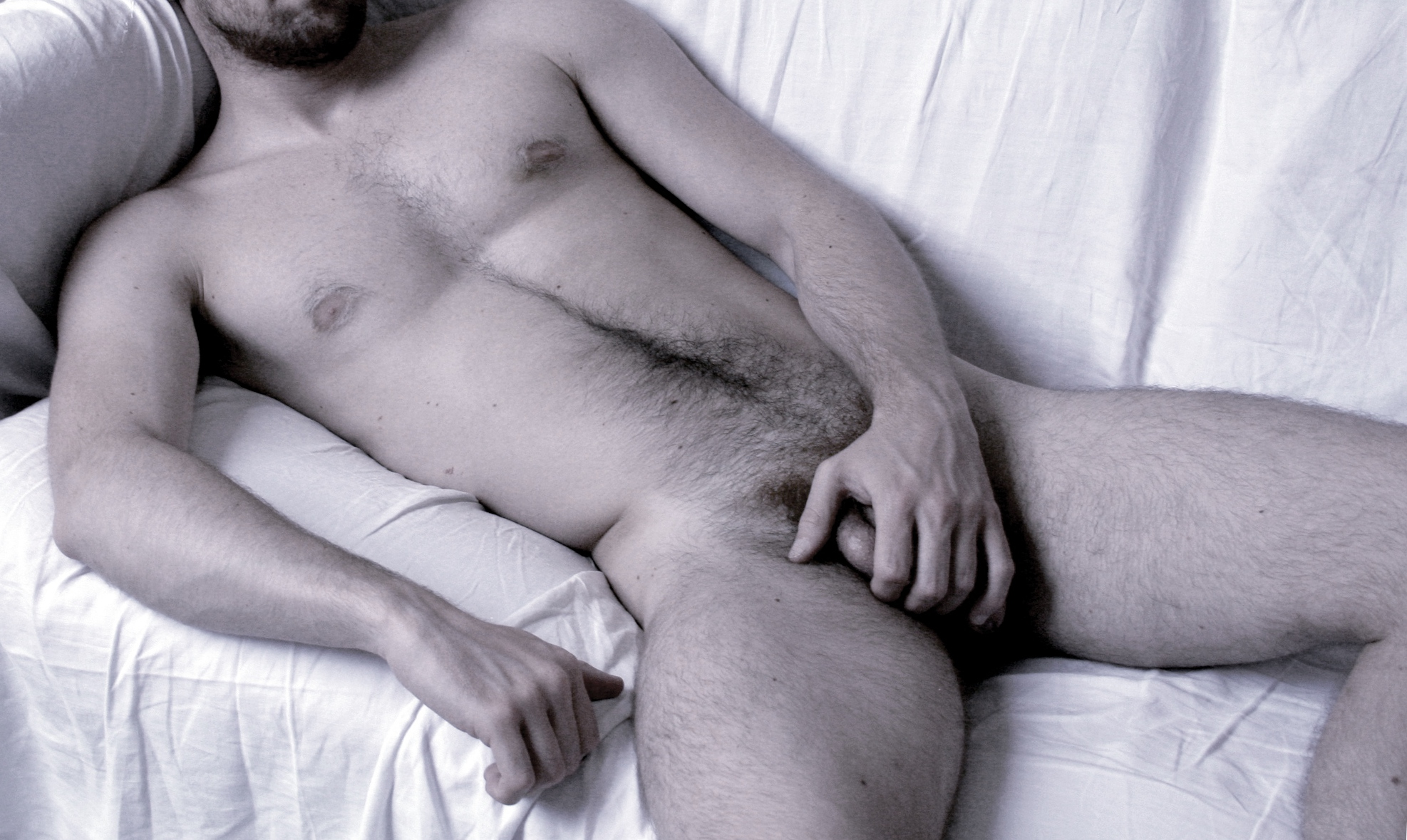
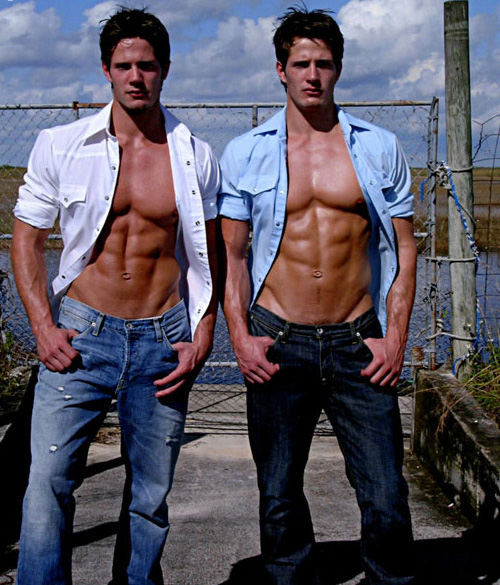
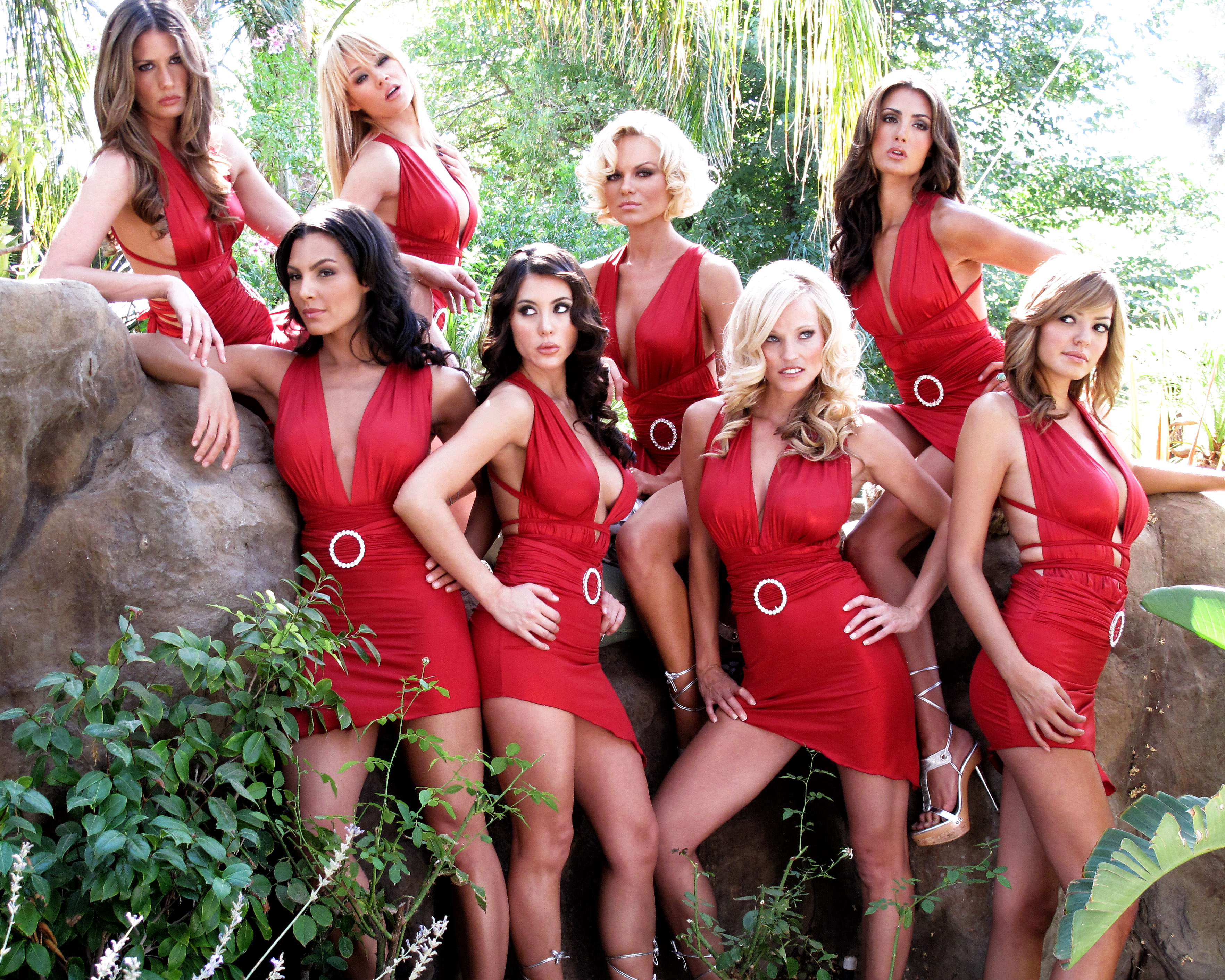
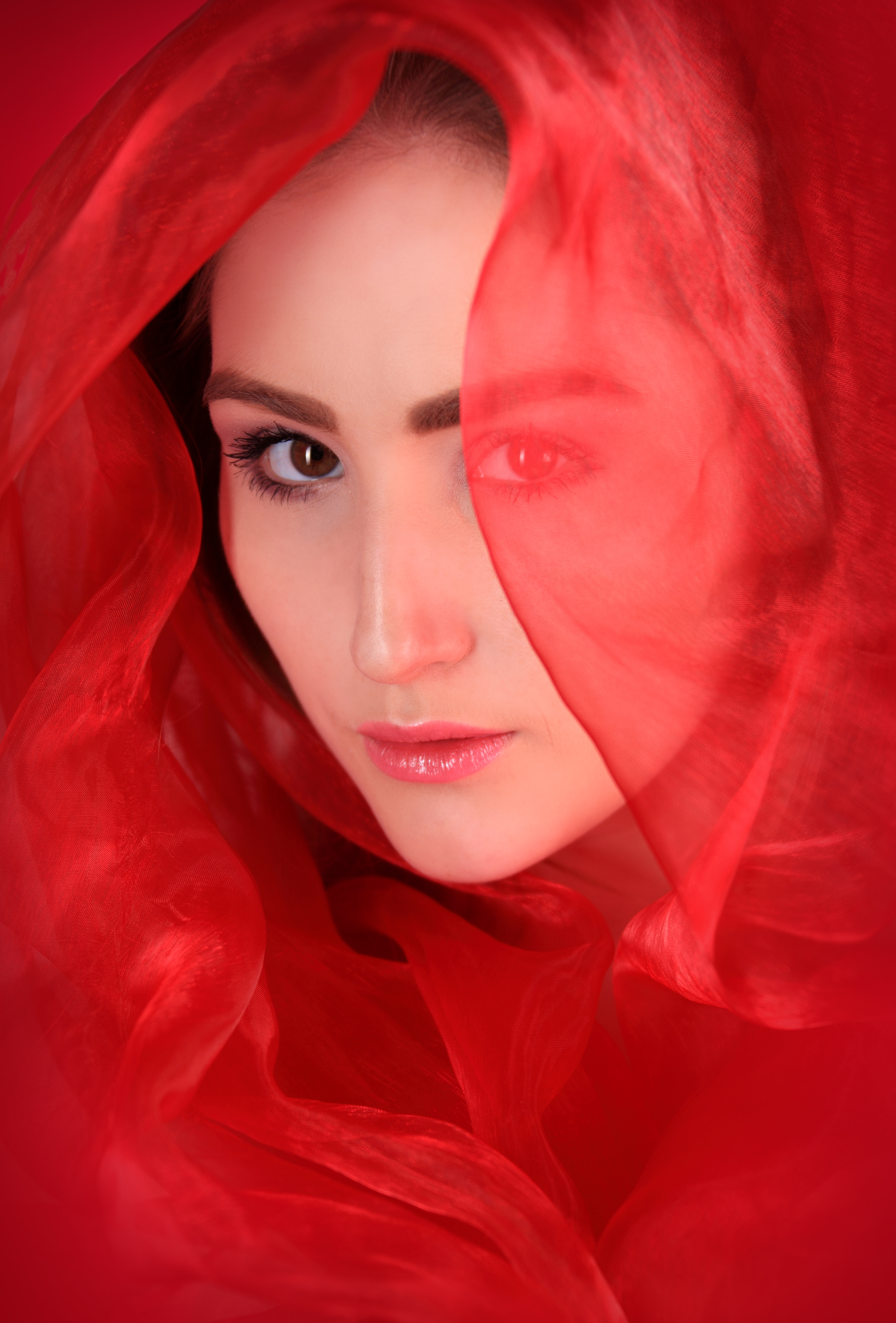